# Cibla
Cibla ist eine Ortschaft und Hauptort der gleichnamigen Gemeinde (Ciblas pagasts) in der Region Lettgallen im Osten Lettlands an der Grenze zu Russland.

## Geschichte
Die erste schriftliche Erwähnung eines Landguts erfolgte 1739 als „Ewersmuyze“ (lettisch: Eversmuiža). Die Gemeinde Eversmuiža wurde dann 1925 nach einem nahegelegenen historischen Burghügel der Lettgallen in Cibla umbenannt. In neuerer Zeit wird auch die Ortschaft um das ehemalige Gut als Cibla bezeichnet. Im Ort gibt es eine Mittelschule, ein Volkshaus, eine Feldscher-Station sowie eine katholische Kirche.
Der Bezirk Cibla (Ciblas novads) wurde 2009 aus den Gemeinden Cibla, Blonti, Līdumnieki, Pušmucova und Zvirgzdene gebildet und ging 2021 im neuen Bezirk Ludza auf.

## Sehenswürdigkeiten

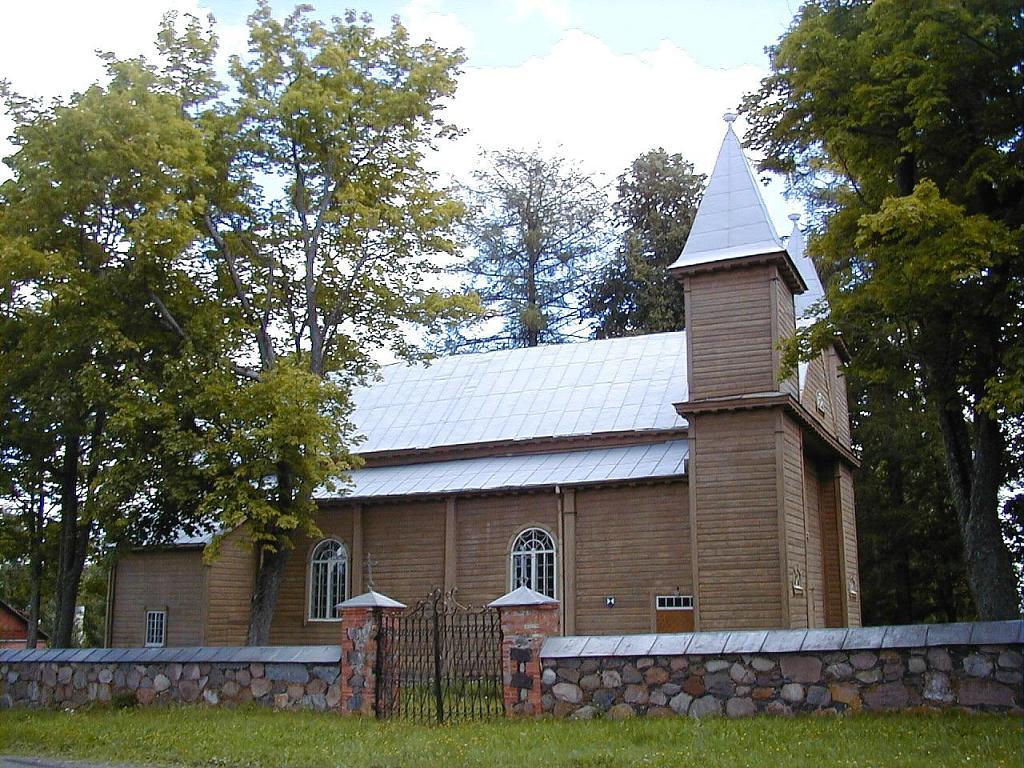
Römisch-katholische Kirche St. Andreas Eversmuiza in Cibla, erbaut 1771
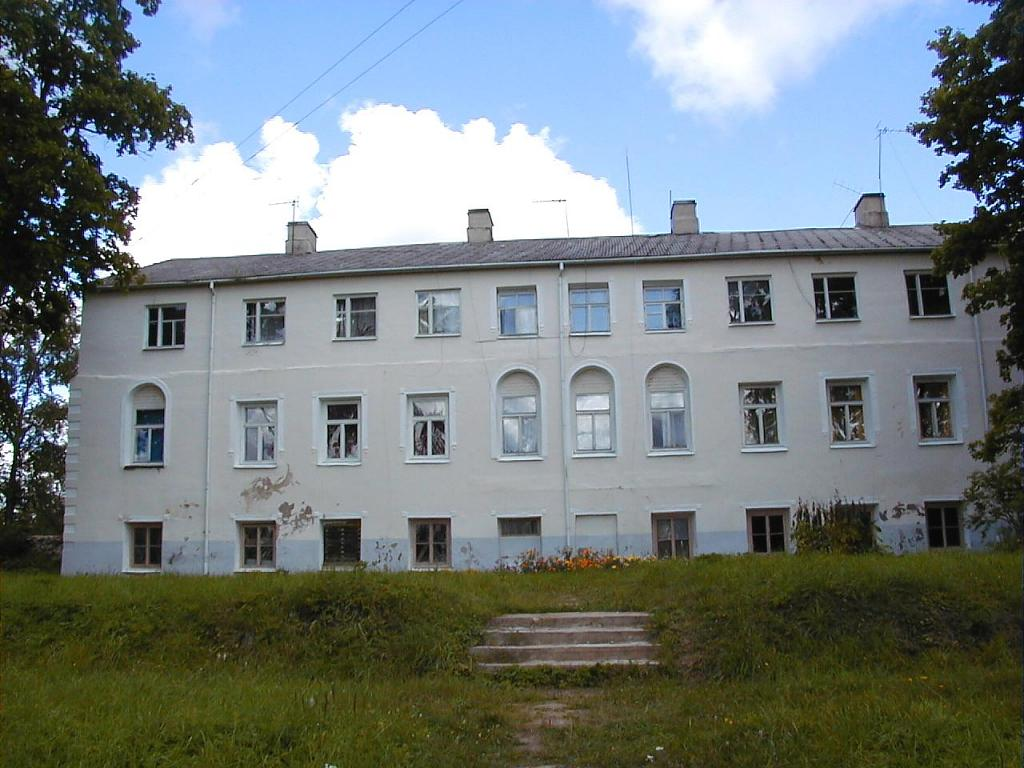
Herrenhaus Eversmuiža, heute Mittelschule
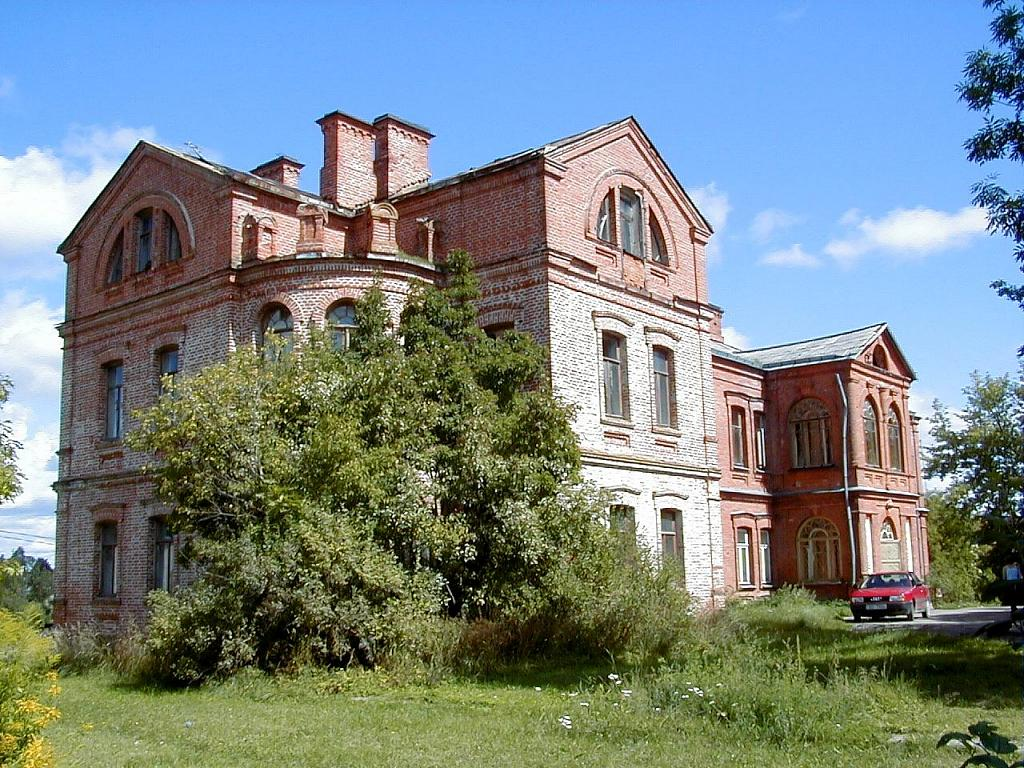
Herrenhaus Felicianova (Gemeinde Cibla)